# China Video Disc
Il China Video Disc (CVD), sviluppato dalla C-Cube Microsystem alla fine degli anni novanta, fu un formato rivale del Super Video CD durante la gara lanciata dal governo cinese per la creazione di una nuova versione di Video CD che potesse competere con la forza emergente del DVD. Nonostante la vittoria del concorso da parte del SVCD, molti film vennero pubblicati in China Video Disc, poiché la C-Cube aveva lanciato il proprio lettore in anticipo sugli avversari.
I CVD utilizzano una codifica video MPEG-2 a bitrate variabile (e bitrate massimo di 2600 Kbps) con risoluzione a 352x480 pixel (NTSC) o a 352x576 (PAL). La compressione audio prevista nelle specifiche è la MPEG-1 Layer II a 1 o 2 canali, campionata a 44100 Hz e con risoluzione 16 bit. È teoricamente possibile usare la compressione MPEG-2 Layer II a 5.1 canali.
La risoluzione del formato è inferiore a quella del SVCD (che è 480×480 per NTSC e 480×576 per il PAL). Questo consente di comprimere meglio i filmati rispetto al suo avversario, potendo utilizzare così bitrate più bassi senza ridurre la qualità video in maniera considerevole.
I CVD possono avere una o due tracce audio e fino a 4 tracce di sottotitoli in formato I-Author, noti anche come CVD subtitles.
Soltanto la risoluzione video è compatibile con quella del DVD Video, dato che le specifiche di quest'ultimo prevedono un campionamento 48.000 Hz contro i 44.100 previsti dal CVD. Pertanto, per trasferire su DVD registrabili i filmati predisposti per il CVD, è necessario ricampionare le tracce audio.